# Casa Sports
Pour la section féminine, voir Casa Sports (féminines).
Maillots
Actualités
Le Casa Sports né Casamance Sporting Club est un club de football sénégalais, situé dans la ville de Ziguinchor ; il représente la Casamance et compte des milliers de supporters établis un peu partout dans le monde.

## Histoire du club
Né de la fusion de plusieurs clubs de la Casamance dont le Foyer-Casamance, Union Sportive de la Casamance, Galia Club, Trésor (celui-ci ne faisait que du Basket-ball à l'époque) après la réforme du football sénégalais de 1969, le Casa Sports a vu le jour le 14 septembre de la même année avec le nom de Casamance Sporting Club pour représenter toute la région naturelle de Casamance, géographiquement située dans le sud du Sénégal, à la frontière avec la Guinée-Bissau, la Gambie et la Guinée.
Le Casa Sports est connu comme l’une des meilleures équipes formatrices la plus performante au Sénégal. Il compte plusieurs internationaux qui ont fait les beaux jours du club avant de s’expatrier à l'image de Daniel Bocandé, Jules François Bocandé, Fary Faye, Basile De Carvalho, Boubacar Camara dit « Tom's », Athanas Tendeng, Mamadou Teuw, Tony Coly, Saher Mara Thioune., Boubacar Mansaly, Pierre “Ataya” Kabou, Boubacar “Canton” Gassama, Alpha Oumar Sow, Pierre Kabou, Simon Kabou, Zakaria Mendy, Stéphane Badji, Sylvestre Coly, Malick Mané, Victor Demba Bindia (en), Aliou Coly, Joseph Bassène, Aliou Badara « Akoundé » Gueye (en), Pape Alioune Badara Diouf, Mame Saher Thioune, Pierre Coly, Abdoulaye Diallo, Pape Sané, Emile Paul Tendeng (en), Kabo Landing, Aliou Badji, Jean Jacques Ndecky (en), Faustin Senghor, Moussa Marone, Nicolas Jackson, Sang Pierre Mendy, Youssouph Mamadou Badji, Lamine Jarju, Ousmane Diouf, Abdoulaye Seck,pierre aubia manga, Desire junior sagna , ousmane mané
En 2022, le club réalise un doublé historique.

## Palmarès du club
- Coupe de l'UFOA
  - Finaliste : 2010
- Championnat du Sénégal
  - Champion : 2012 , 2022
  - Vice-champion : 2008, 2009, 1982, 1983, 1984 et 2023
- Coupe du Sénégal
  - Vainqueur : 1979, 2011, 2021, 2022
  - Finaliste : 1980, 2013, 2015, 2016
- Coupe de la Ligue LSFP
  - Vainqueur : 2010, 2013
  - Finaliste : 2009
- Coupe du Parlement
  - Finaliste : 2008
- Trophée des champions
  - Vainqueur : 2013
- Tournoi International de la Fraternité de Nouakchott (Mauritanie)
- Vainqueur en 2021

West African Champions Cup
Finaliste 2022

### Équipe Juniors
- Coupe du Sénégal de football junior
  - Vainqueur : 2015[9] , 2017[10], 2018[11] et 2025[12].
  - Finaliste en 2016[13]

### Équipe féminine
- Championnat du Sénégal féminin de football
  - Vice-champion : 2019
- Coupe du Sénégal féminine de football
  - Finaliste : 2003

## Joueurs internationaux venant du club
- Daniel Bocandé (Metz), fils de Jules Bocandé
- Jules Bocandé (Metz, Paris SG, Lens)
- Fary Faye (Boavista, Portugal)
- Basile De Carvalho (Sochaux, Brest)
- Boubacar Camara dit "Tom's" (Tunisie)
- Athanas Tendeng (Tunisie)
- Mamadou Tew (FC Bruges, Belgique)
- Tony Coly (FC Bruges, Belgique)
- Boubacar Mansaly (Saint-Étienne, France)
- Pierre Kabou (WAC, Maroc)
- Boubacar Gassama dit "Canton" (Étoile du Sahel, Tunisie)
- Alpha Oumar Sow (FC Nantes, France)
- Stéphane Badji (Royal Sporting Club Anderlecht)
- Lamine Diadhiou ( Al Hilal, Soudan)
- Alioune Badara Faty (TP Mazembe)
- Nicolas Jackson (Chelsea FC)
- Youssouph Badji (Charleroi SC)